# Stanhopea stevensonii
Stanhopea stevensonii là một loài lan đặc hữu của Colombia (Meta).